# Francesco Corteccia

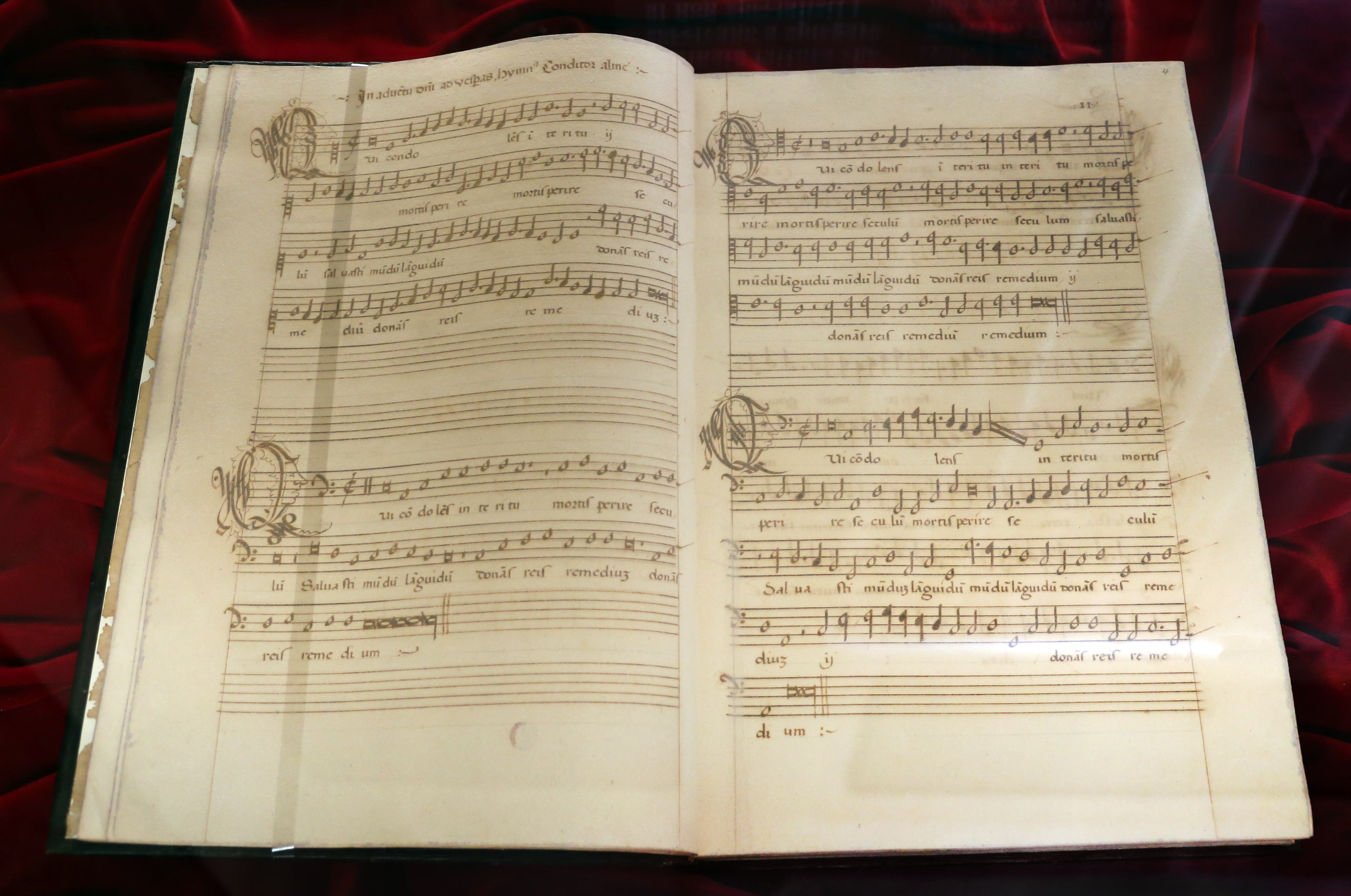
Francesco Corteccia, Hinnarium, Biblioteca Medicea Laurenziana

Francesco Corteccia (Corticius) (* 27. Juli 1502 in Florenz; † 7. Juni 1571 ebenda) war ein italienischer Organist, Kapellmeister und Komponist.

## Leben und Wirken
Francesco Corteccia lebte und wirkte ausschließlich in seiner Geburtsstadt, wo er ab 1531 Organist an San Lorenzo war. Im Jahr 1539 trat er in den Dienst der Familie de’ Medici und bekleidete die Stelle des Kapellmeisters am Hofe des Herzogs Cosimo I. Zu seinen zahlreichen Schülern gehörten Cristofano Malvezzi und Luca Bati (1546–1608).
Corteccia komponierte im Stil der franko-flämischen Schule, seine Werke zeigen aber durchaus bereits Anklänge an seine italienische Heimat. Er schuf zahlreiche weltliche Werke, darunter Madrigale (3 Bände) und Intermedien sowie weitere Instrumentalmusik. Daneben verfasste er auch geistliche Kompositionen, darunter Motetten (2 Bände), Responsorien (2 Bände) und Lamentationen (verschollen).